# Грубозерниста структура
Грубозерни́ста структу́ра (рос. грубозернистая структура, англ. coarsegrained texture, нім. grobkörnige Struktur f) — кристалічна структура гірських порід, для якої характерна присутність зерен кристалів, розмір яких набагато більший, ніж середній розмір зерен в гірській породі даного типу.
При розмірах в 0,001-0,01 мм зерна розрізняються в шліфах (мікрозерниста структура), але зовнішній вигляд породи і раковистий злам зберігаються. При зернах в 0,01-0,1 мм структура називається тонко- або дрібнозернистою, макроскопічно зерна ще непомітні. При зернах 0,1-0,5 мм структура — середньозерниста; 0,5-1,0 мм — грубозерниста: понад 1 мм — крупнозерниста. Якщо зерна різної величини, структуру називають різнозернистими.